# مومو (پیمونت)
مومو (به ایتالیایی: Momo) یک کومونه در ایتالیا است که در استان نووارا واقع شده‌است.

## خصوصیات
مومو ۲۳٫۷ کیلومترمربع مساحت و ۲٬۷۱۳ نفر جمعیت دارد و ۲۱۳ متر بالاتر از سطح دریا واقع شده‌است.